# Fallen Leaves
Fallen Leaves ist ein Lied der kanadischen Rockband Billy Talent und die dritte Single aus deren Album Billy Talent II. Es wurde erstmals am 19. Januar 2017 als dritte Single des Albums veröffentlicht und von Gavin Brown produziert. Stilistisch kann es den Genres Alternative Rock und Punk-Rock zugeordnet werden. Im Songtext geht es um das Schicksal von jemandem aus ihrem Freundeskreis, der an seiner Sucht zugrunde ging.

## Musikvideo
Das offizielle Musikvideo wurde erstmals am 27. November 2006 in Kanada veröffentlicht, weltweit in der Woche danach. Der von Dean Karr und Ian D’Sa gedrehte Clip beginnt mit einem Huhn, das auf einem Auto steht, in dem sich die Bandmitglieder befinden. Sie fahren durch fallende Blätter (englisch Falling Leaves) und kommen anschließend bei diversen Monstern an, für die sie anfangen, Fallen Leaves zu singen. Das Video erreichte unter anderem Platz eins des MuchMusic Countdowns und hatte im Juni 2016 über 12,8 Millionen Aufrufe bei YouTube.

## Rezeption
Der Song bekam gemischte Kritik. Alex Lai von contactmusic.com schreibt: 

"Fallen Leaves" is a punk rocker that is instantly reminiscent of Green Day, right down to Benjamin Kowalewicz's shouted vocals. Catchy without being thrilling, the chorus is designed for fist-pumping moshpits, but the song lacks substance and is easily disposable as soon as the last chords end.

„‚Fallen Leaves‘ ist ein Punk-Rocker, der einen sofort an Green Day erinnert, bis hin zu den geschrienen Vocals von Benjamin Kowalewicz. Einprägsam, aber nicht mitreißend, ist der Refrain für faustballende Moshpits wie gemacht. Allerdings mangelt es dem Lied an Substanz, und sobald die letzten Akkorde verklingen, ist es sehr leicht austauschbar.“

Jacob Dunkley von rockfeedback.com hatte eine positivere Meinung, der Track wäre ein Ohrwurm, und wenn man etwas Positives über die Singstimme sagen könne, wäre es der Fakt, dass man bei diesem Lied auch nicht anders singen würde. Selbst wenn man nicht dazu fähig ist, ist Fallen Leaves „viel, viel besser“ als Fall Out Boy. Er vergab vier Sterne.

## Kommerzieller Erfolg

### Chartplatzierungen
Mit Fallen Leaves konnte Billy Talent erstmals eine Single-Chartplatzierung in der Schweiz, Kanada und Belgien (Flandern) erreichen. In Deutschland erreichte der Titel Platz 35, in Österreich Peak 34, in der Schweiz Höchstposition 91, in Kanada Platzierung 73 und in Flandern konnte man bis auf Platz 18 der Charts vorstoßen. In Deutschland blieb das Lied dabei zehn, in Österreich 19, in der Schweiz nur eine, in Kanada drei und in Flandern vier Wochen in den Hitparaden.
| ChartsChartplatzierungen | Höchstplatzierung | Wochen |
| ------------------------ | ----------------- | ------ |
| Deutschland (GfK)        | 35 (10 Wo.)       | 10     |
| Kanada (MC)              | 73 (3 Wo.)        | 3      |
| Österreich (Ö3)          | 34 (19 Wo.)       | 19     |
| Schweiz (IFPI)           | 91 (1 Wo.)        | 1      |

### Auszeichnungen für Musikverkäufe
| Land/Region       | Auszeichnungen für Musikverkäufe (Land/Region, Auszeichnung, Verkäufe) | Verkäufe |
| ----------------- | ---------------------------------------------------------------------- | -------- |
| Kanada (MC)       | 3× Platin                                                              | 240.000  |
| Österreich (IFPI) | Platin                                                                 | 30.000   |
| Insgesamt         | 4× Platin ·                                                            | 270.000  |